# Concertgebouw
Koninklijk Concertgebouw (em português:  Sala de Concertos Real)  é uma sala de concertos em Amsterdã e, por sua excelente acústica, está entre as três melhores salas de concerto do mundo, juntamente com o Symphony Hall, em Boston, e o Musikverein, em Viena. É a sede da Orquestra Real do Concertgebouw (Koninklijk Concertgebouworkest).

## História
O arquiteto do edifício foi Adolf Leonard van Gendt, que teve como base o Neue Gewandhaus de Leipzig, construído dois anos antes e destruído em 1943, durante a Segunda Guerra Mundial. As obras se iniciaram em 1883 em uma região de pastagem, além dos limites da cidade.  Num terreno arenoso, foram fincados 2 186 pilares de 12 a 13 metros de altura. O salão principal foi aberto ao público em 11 de abril de 1888. Nesse concerto inaugural, havia 120 músicos e um coro de 500 cantores, que  interpretaram obras de Wagner, Händel, J. S. Bach e Beethoven.
O Grote Zaal (auditório principal) tem 44 metros de comprimento, 28m de largura e 17m de altura, contendo cerca de 2 000 assentos. O tempo de reverberação é de 2,8 segundos, sem público, e 2,2 segundos, com público, fazendo com que essa seja uma sala ideal para o repertório romântico lento, como o de Gustav Mahler. Essa mesma característica a torna pouco apta para a música amplificada.
O Kleine Saal (pequeno auditório) tem forma oval e se encontra atrás do principal. Tem 20 metros de comprimento e 15m de largura. Seu espaço reservado é apropriado para a música de câmara e lieder.
Quando se construiu o Concertgebouw, a acústica era algo como uma ciência oculta: como nas construções de barcos, os desenhistas se baseavam em elementos que haviam dado certo no passado, sem compreender muito bem a ciência envolvida naquilo (mesmo hoje em dia, ainda não se compreende muito bem). Quando a construção foi finalizada, a acústica não era perfeita, e foi preciso muito trabalho para afinar a sonoridade do local. Nas últimas restaurações  levou-se isso em conta, com o cuidado de não alterar a decoração do interior.
Na atualidade, no Concertgebouw, são apresentados anualmente cerca de oitocentos concertos para um público de 850 000 pessoas, o que a torna uma das salas de concerto mais frequentadas do mundo.

## Compositores noGrote Zaal
Os nomes mais comuns de compositores do Grote Zaal, que apresentaram inúmeras peças no salão são:
- Bernard Zweers
- Anton Bruckner
- Gustav Mahler
- César Franck
- Alphons Diepenbrock
- Claude Debussy
- Cornelis Dopper
- Richard Strauss
- Julius Röntgen
- Bela Bartok
- Antonín Dvořák
- George Frideric Handel
- Jean-Baptiste Lully
- Domenico Scarlatti
- Wolfgang Amadeus Mozart
- Luigi Cherubini
- Carl Maria von Weber
- Hector Berlioz
- Frederic Chopin
- Franz Liszt
- Richard Wagner
- Charles Gounod
- Carl Reinecke
- Cornelis Schuijt
- Jacob Obrecht
- Jan Pieterszoon Sweelinck
- Orlando di Lasso* Jacobus Clemens non Papa
- Pyotr Ilyich Tchaikovsky
- Igor Stravinsky
- Johan Wagenaar
- Max Reger
- Maurice Ravel
- Willem Pijper
- Franz Schubert
- Felix Mendelssohn
- Robert Schumann
- Johannes Verhulst
- Niels Gade
- Anton Rubinstein
- Louis Spohr
- Ludwig van Beethoven
- Johannes Brahms
- Joseph Haydn
- Johann Sebastian Bach